# Gustav Höhne
Gustav Höhne (17 de fevereiro de 1893 - 1 de julho de 1951) foi um oficial alemão que serviu no Deutsches Heer durante a Segunda Guerra Mundial. Foi condecorado com a Cruz de Cavaleiro da Cruz de Ferro com Folhas de Carvalho.

## Condecorações
| Cruz de Ferro (1914) 2ª Classe                                      | 23 de setembro de 1914 |
| Cruz de Ferro (1914) 1ª Classe                                      | 31 de agosto de 1915   |
| Distintivo de Feridos (1914) em Preto                               |                        |
| Distintivo de Feridos (1914) em Prata                               |                        |
| Cruz Hanseática de Hamburgo                                         |                        |
| Cruz de Cavaleiro da Ordem da Casa Real de Hohenzollern com Espadas |                        |
| Cruz de Honra da Guerra Mundial 1914/1918                           |                        |
| Medalha dos Sudetos com Barra do Castelo de Praga                   |                        |
| Cruz de Ferro (1939) 2ª Classe                                      | 24 de setembro de 1939 |
| Cruz de Ferro (1939) 1ª Classe                                      | 20 de outubro de 1939  |
| Medalha da Frente Oriental                                          |                        |
| Cruz de Cavaleiro da Cruz de Ferro                                  | 30 de junho de 1941    |
| Cruz de Cavaleiro da Cruz de Ferro com Folhas de Carvalho nº 238    | 17 de maio de 1943     |